# クロード・ド・ルー・ド・サン＝ローラン
サン＝ローランの騎士クロード・ド・ルー (フランス語: Claude de Roux, chevalier de Saint-Laurent 1689年3月31日没) は、フランスの軍人、聖ヨハネ騎士団員。1666年から1689年まで、カリブ海のセントクリストファー島総督を務めた。

## 聖ヨハネ騎士団員 (1641年–66年)
サン＝ローランは1641年に聖ヨハネ騎士団（マルタ騎士団）に加入した。1651年、フランスの勅許会社であるアメリカ諸島会社が破産したことをきっかけに、その傘下のセントクリストファー島総督で聖ヨハネ騎士団員でもあったフィリップ・ド・ロンヴィレール・ド・ポワンシーの働きかけにより、カリブ海のセントクリストファー島、サン・バルテルミー島、セント・マーチン島、セント・クロイ島の4島を聖ヨハネ騎士団が12万エキュで購入することになった。フランス王ルイ14世は諸島への宗主権を主張し続ける一方で、ポワンシーを総督として認めた。12万エキュのすべてが支払われぬうちに、ポワンシーは1660年に死去した。2代目の総督となったのは、サヴォイアの聖人フランシスコ・サレジオの甥シャルル・ド・サルだった。この頃、フランスの財務総監ジャン＝バティスト・コルベールが聖ヨハネ騎士団に対し、4島をフランスに返還するよう圧力を強めていた。
1665年、サン＝ローランが聖ヨハネ騎士団植民地の副総督を務めていた時、騎士団が正式に4島をフランスへ返還することが決まり、その管理権はフランス西インド会社に移った。この年、ヨーロッパで第二次英蘭戦争が勃発した。翌1666年、フランスがオランダ側で参戦した。この時までセントクリストファー島はフランスとイギリスが分割統治していたのだが、1666年4月21日（グレゴリオ暦）にこの島でも戦闘が勃発し、セントクリストファー島のフランス勢力は2日間のうちに圧倒的多数を誇るイギリス陣営を破ったが、総督シャルル・ド・サルはイギリスの総督ウィリアム・ワッツと戦い、戦死した。サン＝ローランはイギリス軍の降伏を受ける立場となり、その後セントクリストファー全島の総督となった。しかしフランス王からの公式な任命が無かったため、島のフランス軍はサン＝ローランに従うことを拒否した。

## セントクリストファー島総督

### イギリス人の追放 (1666年)

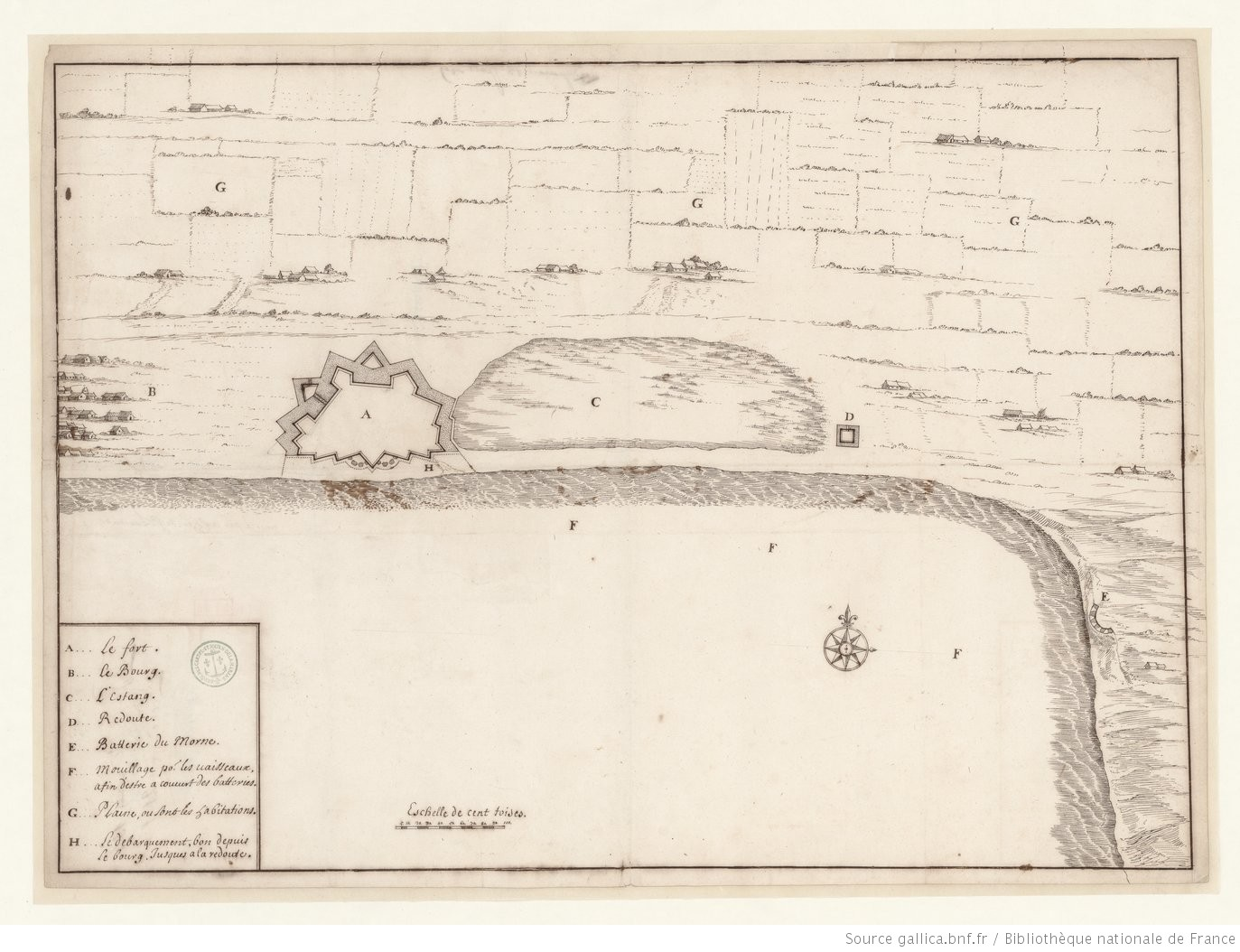
サン＝ローランによる、セントクリストファー島の首都バセテールにおける要塞建設案

サン＝ローランはセントクリストファー島のイギリス人に対し、土地を売り払い私財と奴隷を持って島を退去するか、島に残ってフランス王の臣民となるか、という2択を突き付けた。島に残ることを選択した者は、プロテスタントの信仰を表立って維持することを許されなかった。それでもなお、サン＝ローランはこの残留旧イギリス人を脅威と見なしていた。近いうちにイギリスが島の奪還を試みると考えていたからである。それに備え、サン＝ローランはフランス領マルティニークやグアドループから増援部隊を受けた。フランスに敵対的な住民はネイビス島やモントセラト、もしくはその他のイギリス植民地へ追放された。まず500人から600人のイギリス人「放浪者」が追放され、続いて800人のアイルランド人、最後に土地所有者が追い出された。島に残った8000人も、多大な犠牲を強いられた。島に4つあったプロテスタント教会は差し押さえられ、解体された。

### モントセラト占領 (1667年)
1667年1月17日、アントワーヌ・ルフェーヴル・ド・ラ・バール中将がセントクリストファー島に着任した。彼は島に来る前に、イギリス領モントセラトの海岸線を調査して、これに侵攻する計画を立てていた。サン＝ローランはラ・バールから、正式に王の署名の入った総督任命書を受け取った。この時、彼のもとにあった軍事力は、500人の兵と25隻のバーク船であった。モントセラト侵攻の総指揮はラ・バールがとることになり、サン＝ローランはサン＝レオン将軍率いる陸戦隊のもとで戦うことになった。1月29日、セントクリストファー島からフランス艦隊が出航した。
2月4日、艦隊はモントセラトに到着した。総督ロジャー・オズボーン率いる守備兵の中に多数のカトリック・アイルランド人が含まれ、不満分子となっていることを知ったラ・バールは、上陸を数日遅らせることにした。この時のフランス軍の総勢は、サン＝ローラン率いるセントクリストファー民兵500人と、サン＝レオン将軍率いるナヴァール・ノルマンディーの正規兵500人だった。島に上陸したフランス軍はイギリス軍を探したが見当たず、代わりにオズボーンの妻や市民を捕らえて、オズボーンに降伏を迫った。結果、フランス軍は大量の武器弾薬や奴隷、馬、ウシを手に入れた。また旧モントセラト守備兵のうち2000人のアイルランド人が、シュール・ド・プライユ暫定総督のもとでフランス軍に参じた。

### イギリスの封鎖作戦 (1667年)

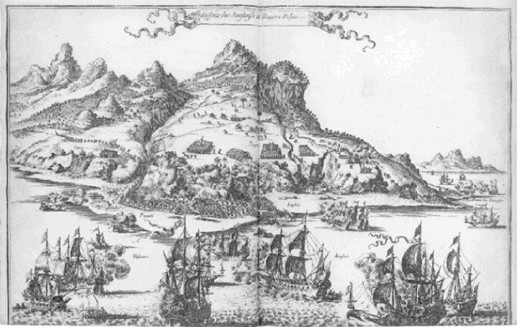
1667年のイギリスによるセントクリストファー奪還作戦7

この年、ジョン・ベリー率いるイギリス艦隊がカリブ海に至り、セントクリストファー島を封鎖した。4月4日、イギリス艦隊はネイビス島に到着した。そしてセントクリストファー島の要塞の大砲の射程範囲の外から島を取り囲み、フランス船の通行を阻んだのである。サン＝ローランは、セントクリストファー島が封鎖と飢餓のために危険な状態にあることをラ・バールに伝えた。ラ・バールやマルティニーク総督Robert de Clodoré、オランダ海軍のAbraham Crijnssenらは、何度もセントクリストファー島の包囲突破を試みた。フランス・オランダ連合艦隊はネイビス島に向かい、5月20日にイギリス艦隊と接敵した。しかしこのネイビスの戦いで、ラ・バールは無能な指揮を晒して撤退し、Crijnssenは不満をいだいたままヴァージニアへ去った。
さらに6月初頭、ジョン・ハーマン率いるイギリスの大艦隊がカリブ海に到来した。6月末から7月初頭のマルティニークの戦い（ハーマンのマルティニークの焚き火）で、ラ・バールらのフランス艦隊は壊滅した。またアンティグア総督ヘンリー・ウィロビー率いる14隻の専管と16隻のバーク船からなるイギリス艦隊が、兵を満載して6月17日にセントクリストファー島に到達した。翌日、イギリス軍がPointe-des-Palmistesに上陸した。しかしサン＝ローランらフランス守備隊は激しい抵抗を続け、ウィロビーの軍をネイビス島へ撤退させるに至った。サン＝ローランの部隊は、イギリス軍の軍旗を8本も奪取した。また彼は、甥をフランス本国に送り状況をルイ14世に報告させた。

### 和平期 (1668年–88年)
1667年7月31日（グレゴリオ暦）、ブレダの和約が結ばれ、カリブ海では戦争前の原状が回復されることになった。かつてのセントクリストファー島民だったイギリス人が島に帰ってみると、すでに彼らの土地はフランス人の収奪や戦争によって荒廃していた。1668年から1688年にかけて、セントクリストファー島のフランス領とイギリス領の間では平和が保たれた。サン＝ローランは1683年3月から1684年6月まで、シャルル・クーボン・ド・ブレナック不在の間フランス領アンティル全域の総督も兼任した。

### 戦争の再発 (1688年–89年)
1688年に大同盟戦争が勃発すると、アンティル総督ブレナッツは、アンティル諸島のフランス勢力の安全を守るため、イギリス人追放を決めた。彼は1689年初頭に、マルティニーク、グアドループの海軍やバッカニア海賊、民兵らを率いてセントクリストファー島に到来し、イギリス領を攻撃した。イギリス軍のチャールズ砦を包囲し占領したブレナッツは、イギリス人をイギリス領ジャマイカ、バルバドスなどに追放した。サン＝ローランは後任のCharles de Pechpeyrou-Comminges de Guitautにセントクリストファー総督を譲ったのち、1689年2月から3月31日に死去するまでマルティニーク暫定総督を務めた。

## 家族
クロード・ド・ルー・ド・サン＝ローランの父はサン＝ローランとLucréceの貴族フランソワ・ルー、母はBalthazar Bruin de Castellaneだった。兄弟のジョゼフも1633年に聖ヨハネ騎士団員となっている。